# Streamline Pictures
A Streamline Pictures foi uma distribuidora de filmes norte-americana, mais conhecida por exportar animações japonesas em língua inglesa nos cinemas e em mídia doméstica.

## História
Fundada em Los Angeles, Califórnia, entre o final de 1988 pelo escritor e produtor televisivo, Carl Macek, e os historiadores Jerry Beck e Fred Patten. A Streamline Pictures foi uma das primeiras empresas norte-americanas a dedicar-se na distribuição de animes em língua inglesa. O primeiro filme notável distribuído pela companhia foi Akira, lançado em dezembro de 1989. A Tokuma Shoten havia ficado satisfeita com a qualidade da dublagem em inglês de Tonari no Totoro, decidindo contratar novamente a Streamline para produzir Majo no Takkyūbin. Durante a década de 1990, a Streamline lançou vários de seus filmes em VHS, destacando-se por incluir os formatos de áudio original com legendas e dublagem em inglês.
Entre 1996, a Streamline começou a lançar filmes estrangeiros sob o selo "Independent Filmworks" até 2000, quando a empresa encerrou suas atividades. Em 1997, deixou de lançar novos animes, mas continuou a distribuir seu catálogo na América do Norte, até ser vendida no ano de 1998.[carece de fontes?]

## Críticas
A filosofia de Carl Macek, um dos fundadores da Streamline, em relação à dublagem de animes tornou-se, em grande parte, sinônimo da conotação negativa relativa a "dublagens americanizadas".